# Aeromicrobium
Aeromicrobium (лат.) — род актинобактерий из семейства Nocardioidaceae порядка Propionibacteriales. Это грамположительные хемоорганотрофные аэробные мелкие бактерии формой от бацилл до кокков со средним диаметром в 0,3—0,6 мкм. У представителей рода наблюдается выраженный цикл роста от бациллы до кокка. Не образуют эндоспор. Aeromicrobium бывают как неподвижными, так и подвижными. Обмен веществ данных бактерий преимущественно дыхательный. Колонии непигментированные, их цвет варьирует от жёлтого или бежевого до янтарно-бежевого. В основном каталазоположительные, но иногда может встречаться каталазоотрицательная реакция. Вырабатывают кислоты из некоторых углеводов окислительным путём. Встречаются в наземных и водных средах и могут быть связаны с растениями и животными, в том числе с людьми.

## Классификация
На июнь 2021 года в род включают 21 вид:
- Aeromicrobium alkaliterrae Yoon et al. 2005
- Aeromicrobium camelliae Niu et al. 2015
- Aeromicrobium chenweiae Li et al. 2020
- Aeromicrobium choanae Ber et al. 2017
- Aeromicrobium endophyticum Tuo et al. 2020
- Aeromicrobium erythreum Miller et al. 1991typus
- Aeromicrobium fastidiosum (Collins and Stackebrandt 1989) Tamura and Yokota 1994
- Aeromicrobium flavum Tang et al. 2008
- Aeromicrobium ginsengisoli Kim et al. 2008
- Aeromicrobium halocynthiae Kim et al. 2010
- Aeromicrobium lacus Sun et al. 2018
- Aeromicrobium marinum Bruns et al. 2003
- Aeromicrobium massiliense Ramasamy et al. 2014
- Aeromicrobium panacisoli Siddiqi et al. 2019
- Aeromicrobium panaciterrae Cui et al. 2007
- Aeromicrobium phragmitis Li et al. 2021
- Aeromicrobium piscarium Zhao et al. 2020
- Aeromicrobium ponti Lee and Lee 2008
- Aeromicrobium tamlense Lee and Kim 2007
- Aeromicrobium terrae Lin et al. 2021
- Aeromicrobium yanjiei Li et al. 2020